# Engelbert Lütke Daldrup

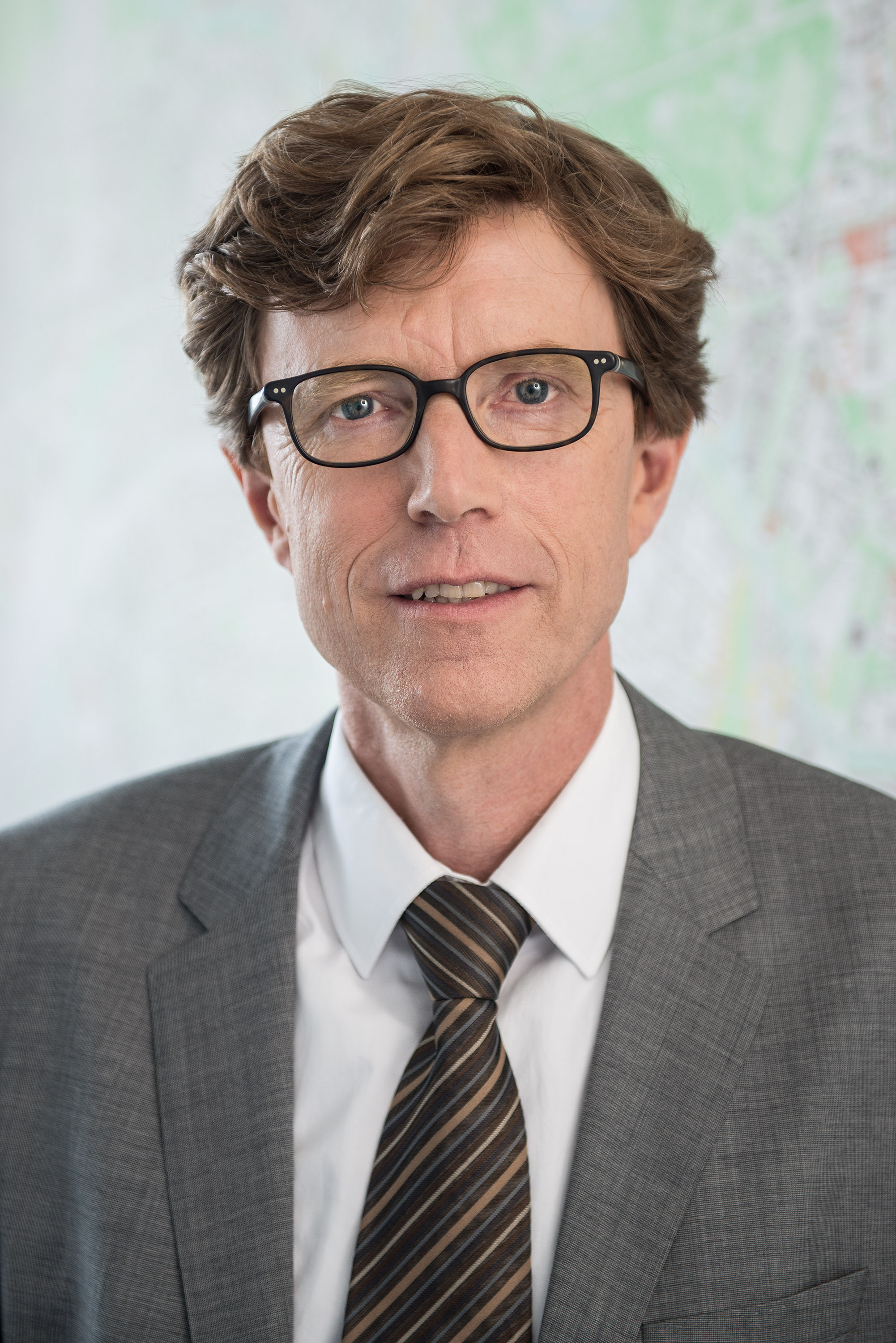
Engelbert Lütke Daldrup (2014)

Engelbert Lütke Daldrup, eigentlich Engelbert Lütke-Daldrup, (* 31. Oktober 1956 in Kranenburg am Niederrhein) ist ein deutscher Stadtplaner. Von 1995 bis 2005 war er Beigeordneter und Stadtbaurat von Leipzig; von 2006 bis 2009 beamteter Staatssekretär im Bundesministerium für Verkehr, Bau und Stadtentwicklung.
Von 2014 bis 2017 bekleidete er im Land Berlin das Amt eines Staatssekretärs, zunächst in der Senatsverwaltung für Stadtentwicklung und Umwelt, dann im Geschäftsbereich des Regierenden Bürgermeisters, mit Zuständigkeit für Strategien und Flughafenpolitik. Von März 2017 bis Ende September 2021 war Lütke Daldrup Vorsitzender der Geschäftsführung der Flughafen Berlin Brandenburg GmbH.

## Leben
Lütke Daldrup studierte von 1976 bis 1981 Raumplanung an der Universität Dortmund. Von 1982 bis 1985 war er zunächst Städtebaureferendar und anschließend Baurat in Frankfurt am Main. 1985 wechselte er als wissenschaftlicher Mitarbeiter an die TU Berlin, Institut für Stadt- und Regionalplanung, an der er 1988 promoviert wurde mit einer Dissertation über bestandsorientierten Städtebau (Innenentwicklung).

### Stadtplaner in Berlin und Leipzig
1989 wurde er technischer Hauptreferent der Berliner Senatsverwaltung für Bau- und Wohnungswesen; ab 1992 leitete er das Referat Hauptstadtgestaltung. Zu seinen Aufgaben gehörte die stadtverträgliche Integration der Hauptstadtfunktionen in den Berliner Stadtorganismus, die Nutzung der vorhandenen Altbausubstanz für Regierungszwecke und die organisatorische und finanzielle Absicherung des Hauptstadtumzuges im Rahmen der Entwicklungsmaßnahme Hauptstadt.
1995 wurde Lütke Daldrup Beigeordneter für Stadtentwicklung und Bau in Leipzig. In dieser Position war er Nachfolger von Niels Gormsen. Dort arbeitete er bis Ende 2005 gut zehn Jahre als Stadtbaurat, u. a. im Rahmen der Ansiedlung von BMW im Leipziger Norden und der planerischen Vorbereitung der Leipziger Olympiabewerbung. Zu seinem Hauptarbeitsfeld gehörte die Stadterneuerung und die Auseinandersetzung mit den Folgen des demografischen Wandels. Ab dem Jahr 2002 war die Leipziger Olympiaplanung Lütke Daldrups Hauptarbeitsgebiet, ab 2003 als Olympiabeauftragter.
Während seiner Amtszeit entstand eine Reihe öffentlicher Gebäude, z. B. die Schwimmhalle „Grünauer Welle“ (1999), die Multifunktionshalle Arena Leipzig (2002), das verkleinerte Zentralstadion (heute Red Bull Arena), der Neubau des Museums der bildenden Künste (beide 2004) sowie die Sanierung des Grassimuseums (2001–2005). Kritik erntete Lütke Daldrup für den Abriss des Henriette-Goldschmidt-Hauses (2000) und der Kleinen Funkenburg (2005). Sein Vorgänger als Stadtbaurat, Niels Gormsen, verglich Lütke Daldrup wegen des Funkenburg-Abrisses mit Walter Ulbricht (der die Sprengung der Leipziger Paulinerkirche angeordnet hatte).

### Staatssekretär im Bund und in Berlin

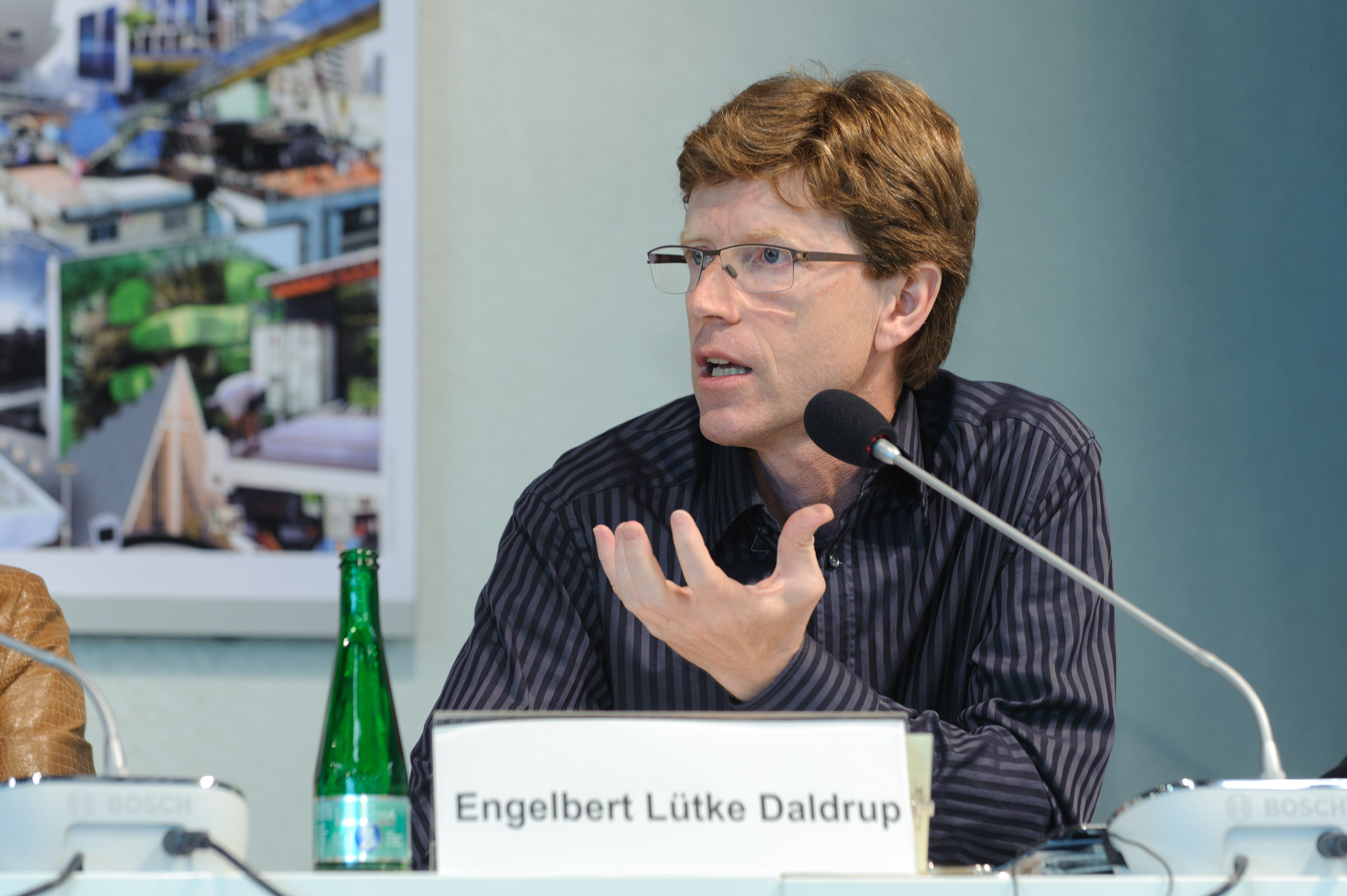
Lütke Daldrup bei einer Konferenz (2011)

Als der Leipziger Oberbürgermeister Wolfgang Tiefensee (SPD) Bundesminister für Verkehr, Bau und Stadtentwicklung wurde, holte er Lütke Daldrup im Januar 2006 als Staatssekretär ins Ministerium. Lütke Daldrup war dort zunächst für den Aufbau Ost, für Raumentwicklung und Strukturpolitik, Städtebau/Stadtentwicklung, Wohnungswesen, Bauwesen und Bauwirtschaft zuständig, außerdem für Personal und Haushalt des größten Investitionsressorts des Bundes. Als im Oktober 2009 Peter Ramsauer (CSU) zum Bundesminister für Verkehr, Bau und Stadtentwicklung ernannt worden war, wurde Lütke Daldrup am 9. November 2009 in den einstweiligen Ruhestand versetzt.
Anschließend war Lütke Daldrup bis 2012 im Büro AfS Agentur für Stadtentwicklung GmbH in Berlin tätig. Nachdem er von April 2013 bis April 2014 Geschäftsführer der zuvor neu gegründeten Internationalen Bauausstellung (IBA) in Thüringen gewesen war, wurde er am 7. April 2014 Staatssekretär in der Berliner Senatsverwaltung. In dieser Funktion war er bis Ende 2016 für Stadtentwicklung und Umweltschutz und u. a. für den Wohnungsbau zuständig.

### Flughafenmanager
Seit Frühjahr 2015 saß Engelbert Lütke Daldrup zusätzlich als Flughafenkoordinator des Landes Berlin im Aufsichtsrat der Flughafen Berlin Brandenburg GmbH. Seit 2017 hatte er beim Regierenden Bürgermeister das Amt eines Staatssekretärs für Strategien für Berlin und für Flughafenpolitik inne. Am 6. März 2017 ernannte der Aufsichtsrat des Flughafens Lütke Daldrup als Nachfolger des zurückgetretenen Karsten Mühlenfeld zum Geschäftsführer der Flughafen Berlin Brandenburg GmbH und damit zum Chef der Flughäfen Tegel, Schönefeld und Berlin Brandenburg. Am 31. Oktober 2020 eröffnete Lütke Daldrup den Flughafen Berlin Brandenburg „Willy Brandt“. Am 10. März 2021 erklärte er seinen vorzeitigen Rücktritt von diesem Posten für Ende September 2021. Lütke Daldrups Nachfolgerin im Amt wurde die bisherige Finanzchefin der Gesellschaft, Aletta von Massenbach.

## Weitere Funktionen
Lütke Daldrup vertrat Berlin im Bau- und Verkehrsausschuss des Deutschen Städtetages, zuletzt als stellvertretender Vorsitzender. Er ist Mitglied der Deutschen Akademie für Städtebau und Landesplanung und wurde 2002 in die Sächsische Akademie der Künste (Klasse Baukunst) berufen. Dort war er von 2011 bis 2014 Sekretär der Bauklasse. Von 2007 bis 2010 war Lütke Daldrup Vorsitzender des Stiftungsrates der Bundesstiftung Baukultur mit Sitz in Potsdam. Die TU Berlin ernannte ihn im April 2009 zum Honorarprofessor für das Fachgebiet „Stadtentwicklung“. Seit dem 1. August 2009 ist er zudem Honorarprofessor für Nationale und Europäische Raumentwicklung an der Wirtschaftswissenschaftlichen Fakultät der Universität Leipzig.
Lütke Daldrup ist Mitglied der SPD.

## Auszeichnungen
- 1980 Schinkelpreis in der Fachsparte Städtebau
- 2008 Urbanicom-Preis[14]

## Veröffentlichungen (Auswahl)
- Berliner Wohnraumversorgungsgesetz 2016: Bezahlbarer Wohnraum für die wachsende Stadt. In: Deutsche Akademie für Städtebau und Landesplanung (Hrsg.): Stadt denken. Band 1. Berlin 2017, ISBN 978-3-9816204-4-3, ZDB-ID 2949346-8, S. 78–89.
- Nachhaltige Stadtentwicklung: Zur Zukunft der Städtebauförderung. In: DIFU (Hrsg.): Urbane Räume in Bewegung. Berlin 2013, ISBN 978-3-88118-522-6, S. 95 ff.
- Internationale Bauausstellungen: Qualitätsdiskurs und neue Projekte. In: Harald Bodenschatz, Vittorio Magnago Lampugnani, [NN] Sonne (Hrsg.): 25 Jahre Internationale Bauausstellung Berlin 1987. Ein Wendepunkt des europäischen Städtebaus (= Bücher zur Stadtbaukunst. Band 3) Niggli, Sulgen 2012, ISBN 978-3-7212-0846-7, S. 123 ff.
- Bauen für den Verkehr. Strategien des Bundes für eine bessere Verkehrsbaukultur. In: Michael Braum (Hrsg.): Baukultur des Öffentlichen. Basel 2011, ISBN 978-3-0346-0692-9, S. 70 ff.
- Large-Scale Projects in German Cities. Urban Development 1990–2010. Jovis, Berlin 2010, ISBN 978-3-86859-055-5.
- Politik für nachhaltiges Bauen. In: Energieeffiziente Architektur in Deutschland. Krämer, Stuttgart 2010, ISBN 978-3-7828-1535-2, S. 120–127.
- Große Projekte in deutschen Städten. Stadtentwicklung 1990–2010. Berlin 2009, ISBN 978-3-86859-041-8.
- Das baukulturelle Engagement des Bundes. In: Architektur der Demokratie. Hatje Cantz, Ostfildern 2009, ISBN 978-3-7757-2345-9, S. 14–22.
- Schritte zur Nationalen Stadtentwicklungspolitik: Ziele und Perspektiven. In: BMVBS: Auf dem Weg zu einer nationalen Stadtentwicklungspolitik. Berlin 2007, DNB 985085304.
- Speckgürtel und Armutsinseln. Zum Aufgabenwandel der Stadtplanung. In: Werner Durth (Hrsg.): Stadt Bauen. Jovis, Berlin 2007, ISBN 978-3-936314-88-5, S. 13–22.
- Pläne, Projekte, Bauten. Architektur und Städtebau in Leipzig 2000 bis 2015. Braun, Berlin 2005, ISBN 3-935455-63-1.
- (mit Marta Doehler-Behzadi) Leipzig – ein urbanes Projekt. In: PlusMinus Leipzig 2030. Stadt in Transformation. Müller + Busmann, Wuppertal 2004, ISBN 3-928766-58-9, S. 4–9.
- Last Exit. Die „perforierte Stadt“. In: Stadtbauwelt, Nr. 150 vom 29. Juni 2001, Berlin 2001, ISSN 0585-0096.
- mit Maria Berning, Michael Braum, Jens Giesecke, Engelbert Lütke Daldrup und Klaus-Dieter Schulz: Berliner Wohnquartiere. Ein Führer durch 70 Siedlungen in Berlin. Reimer, Berlin 2003, ISBN 978-3496012603.
- Vier Jahre Hauptstadtplanung: Eine kritische Zwischenbilanz. In: Werner Süß (Hrsg.): Hauptstadt Berlin. Band II: Berlin im vereinten Deutschland. Spitz, Berlin 1995, ISBN 3-87061-464-1, S. 419–440.
- Bestandsorientierter Städtebau. Möglichkeiten, Auswirkungen und Grenzen der Innenentwicklung. Dortmund 1989, ISBN 3-924352-34-8.